# Abu-l-Hàssan al-Aixarí
Abu-l-Hàssan Alí ibn Ismaïl al-Aixarí (àrab: أبو الحسن علي بن إسماعيل الأشعري, Abū l-Ḥasan ʿAlī b. Ismāʿīl al-Axʿarī) (Bàssora, c. 873 - Bagdad, c. 935) fou un teòleg àrab, fundador de l'escola teològica ortodoxa anomenada aixarisme.
Al-Aixarí es va destacar per prendre una posició intermèdia entre les dues escoles de teologia islàmica diametralment oposades prevalents en aquell moment: l'atharisme i el mutazilisme. Es va oposar principalment als teòlegs mutazilites que defensaven l'ús del racionalisme en el debat teològic i que creien que l'Alcorà era creat, lluitant específicament contra aquesta idea i tot defensant que l'Alcorà és increat. Però també es va enfrontar a l'altra posicionament, defensat pels teòlegs hanbalites i pels tradicionistes o estudiosos dels hadits, que s'oposaven a l'ús de la filosofia o teologia especulativa, i que condemnaven qualsevol debat teològic.
Al-Aixarí va cercar un camí mitjà que es basava tant en la confiança en els textos sagrats de l'islam —i en aquest sentit, els seus posicionaments no s'allunyen massa de les doctrines hanbalites sobre la interpretació de l'Alcorà i de la tradició o sunna del Profeta— com en el racionalisme teològic pel que fa al lliure albir i els atributs de Déu. La seva escola finalment es va convertir en l'escola predominant de pensament teològic dins de l'islam sunnita. Evidentment, el seu pensament no penetrà entre els musulmans xiïtes, ja que al-Aixarí també es dedicà a refutar l'islam xiïta.